# ЦСК ВВС в сезоне 1993
В сезоне 1993 года ЦСК ВВС (Самара) впервые встал чемпионом России.
К титулу команду привёл тренерский дуэт Александра Соловьёва и Виталия Шашкова.
В список 33 лучших футболисток по итогам сезона были включены пять футболисток ЦСК ВВС: Наталья Подойницына (вратарь, № 2), Марина Мамаева (центральный защитник (задний), № 2), Александра Светлицкая (центральный полузащитник (опорный), № 1), Татьяна Егорова (центральный полузащитник, № 1) и Лариса Савина (левый нападающий, № 1).
Вратарь Наталья Подойницына в конкурсе еженедельника «Москвичка» на самую очаровательную футболистку стала вице-мисс «Обаяние».

Игроки ЦСК ВВС вызывавшиеся в 1993 году в сборную России: Татьяна Егорова, Марина Коломиец, Светлана Литвинова, Лариса Савина, Александра Светлицкая и Светлана Подойницына. 

## Изменения в составе
По сравнению с 1992 годом в составе клуба произошли следующие изменения:
- УШЛИ:
  - Снежана Гогуля
  - Ольга Бурковецкая[5] — завершила выступления.
  - Бота Купешова[6] — защитница, в 1992 г. провела за «ЦСК ВВС» 19 матчей в ЧР.
  - Наталья Смолякова[7] — защитница, в 1992 г. провела за «ЦСК ВВС» 24 матча в ЧР.
  - Лариса Сухан[8] — вратарь[9], в 1992 г. провела за «ЦСК ВВС» 8 матчей в ЧР.
- ПРИШЛА:
  - Марина Примак из клуба «Лада» (Тольятти)

## Чемпионат
Лариса Савина 4 июля в Самаре забила клубу «Россия» (Хотьково) 10 мячей (13:1).
7 сентября в Самаре Савина забила клубу «Энергия» (Воронеж) три мяча (7:1).

## Результаты выступлений
| Место | И  | В  | Н | П | М    | О  | Кубок России | Бомбардир         |
| ----- | -- | -- | - | - | ---- | -- | ------------ | ----------------- |
|       | 22 | 14 | 7 | 1 | 55-8 | 35 | 1/2 финала   | -19 Лариса Савина |

## Чемпионы России
Состав

| № |  | Поз. | Имя                 | Год рождения |
| - |  | ---- | ------------------- | ------------ |
|   |  | Вр   | Ирина Першина       | 23.03.1971   |
|   |  | Вр   | Наталья Подойницына | 04.03.1973   |
|   |  | Защ  | Лада Гаврилина      | 23.11.1968   |
|   |  | Защ  | Марина Коломиец     | 29.09.1972   |
|   |  | Защ  | Оксана Коханная     | 22.03.1972   |
|   |  | Защ  | Светлана Литвинова  | 06.06.1967   |
|   |  | Защ  | Марина Мамаева      | 31.03.1968   |
|   |  | Защ  | Марина Примак       | 21.02.1972   |
|   |  | Защ  | Оксана Решетникова  | 17.09.1972   |
|   |  | ПЗ   | Наталья Бочкарёва   | 1962         |
|   |  | ПЗ   | Сауле Джарболова мс | 22.10.1973   |
|   |  | ПЗ   | Наталья Дорошева    | 01.06.1970   |

| № |  | Поз. | Имя                      | Год рождения |
| - |  | ---- | ------------------------ | ------------ |
|   |  | ПЗ   | Дина Евдокимова          | 27.08.1967   |
|   |  | ПЗ   | Айнаш Ерменова           |              |
|   |  | ПЗ   | Ольга Кузнецова          | 14.12.1977   |
|   |  | ПЗ   | Элина Мартынова          | 19.05.1963   |
|   |  | ПЗ   | Сания Нсанбаева          | 19.11.1970   |
|   |  | ПЗ   | Елена Петухова           | 17.03.1974   |
|   |  | Нап  | Татьяна Егорова мс       | 21.12.1977   |
|   |  | Нап  | Разия Нуркенова          | 04.05.1968   |
|   |  | Нап  | Лариса Савина            | 25.11.1970   |
|   |  | Нап  | Александра Светлицкая мс | 20.08.1971   |
|   |  | Нап  | Лариса Тиховская         | 1972         |

## Бомбардиры
- —19 Лариса Савина
- —9 Татьяна Егорова
- —8 Александра Светлицкая
- —6 Разия Нуркенова
- —3 Сауле Джарболова, Марина Коломиец
- Наталья Дорошева, Оксана Решетникова